# Otto Weidner
Otto Julius Weidner (* 10. Dezember 1875 in Gotha; † 1. August 1953 in Weimar) war ein deutscher Jurist und Landrat am Landratsamt Ohrdruf.

## Leben
Als Sohn eines Kaufmanns geboren, studierte Weidner nach dem Besuch des Gymnasiums in Gotha Rechtswissenschaften in Jena, München und Berlin. Während seines Studiums wurde er 1895 Mitglied der Burschenschaft Teutonia Jena, später Konkneipant. Nach Referendarprüfung 1898 und Promotion zum Dr. iur. 1899 in Jena ging er 1899 in den Vorbereitungsdienst für die Richterlaufbahn als höherer Verwaltungsbeamter und war bis 1902 Referendar bei den Gerichten und Staatsanwaltschaften in Jena und Gotha. Nach bestandener Gerichtsassessorprüfung 1902 war er bis 1904 als Gerichtsassessor und Amtsanwalt an den Amtsgerichten Gotha und Ohrdruf tätig, dann bis 1907 als Landratsamtsassessor und bis 1911 als Regierungsassessor am Landratsamt Ohrdruf. 1909 wurde er Regierungsrat im Staatsministerium in Gotha. Von 1911 bis 1922 war er Landrat am Landratsamt Ohrdruf. 1922 wurde er zum Oberregierungsrat befördert, 1926 zum Ministerialrat. In dieser Position war er als Abteilungsleiter im Thüringischen Volksbildungsministerium in Weimar eingesetzt. 1933 trat er in die NSDAP (Mitgliedsnummer 1.852.039) und den NS-Rechtswahrerbund (Mitgliedsnummer 338.689) ein. 1945 wurde er entlassen und erhielt 1950 eine Pension.

## Ehrungen
- Eisernes Kreuz II am weiß-schwarzen Band
- Herzoglich Sachsen-Ernestinischer Hausorden, Ritterkreuz 2. Klasse
- Preußisches Verdienstkreuz für Kriegsdienst